# País de Foix
El País de Foix (en occità País de Fois, en francès Pays de Foix) és un Parçan o comarca d'Occitània situada al Llenguadoc. La seva vila principal és Foix.
Segons la proposta de divisió territorial d'Occitània del diari Jornalet, basada en l'obra de Frederic Zégierman Le Guide des pays de France, el País de Foix estaria ubicat a la regió del Llenguadoc, subregió del Comtat de Foix.
Altres classificacions proposen que el petit parçan del Seron es consideri un subparçan que s'integri al País de Foix (País de Fois-Seron).
Oficialment, les comunes del País de Foix estan situades al centre del departament francès de l'Arieja.